# Codonopsis nepalensis
Codonopsis nepalensis là loài thực vật có hoa trong họ Hoa chuông. Loài này được H.Hara mô tả khoa học đầu tiên năm 1978.